# Straßenbahn London

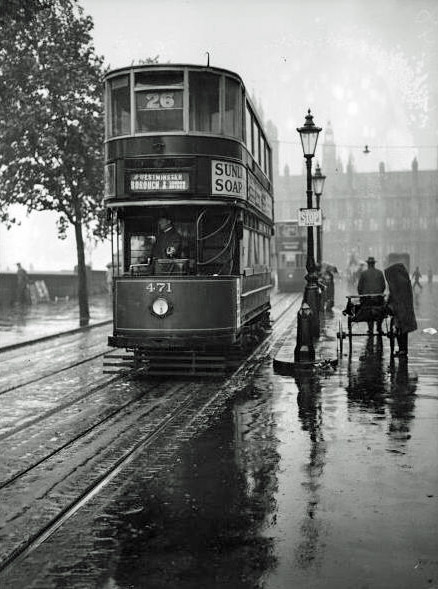
Ein Doppelstock-Triebwagen nahe dem Palace of Westminster, 1931

Ab 1861 besaß London eines der größten Straßenbahnnetze der Welt. Nach der Übernahme aller Gesellschaften durch das London Passenger Transport Board (unter der Marke London Transport) im Jahr 1933 wurden schrittweise alle Linien bis 1952 eingestellt.

## Geschichte

### Vor der Elektrifizierung

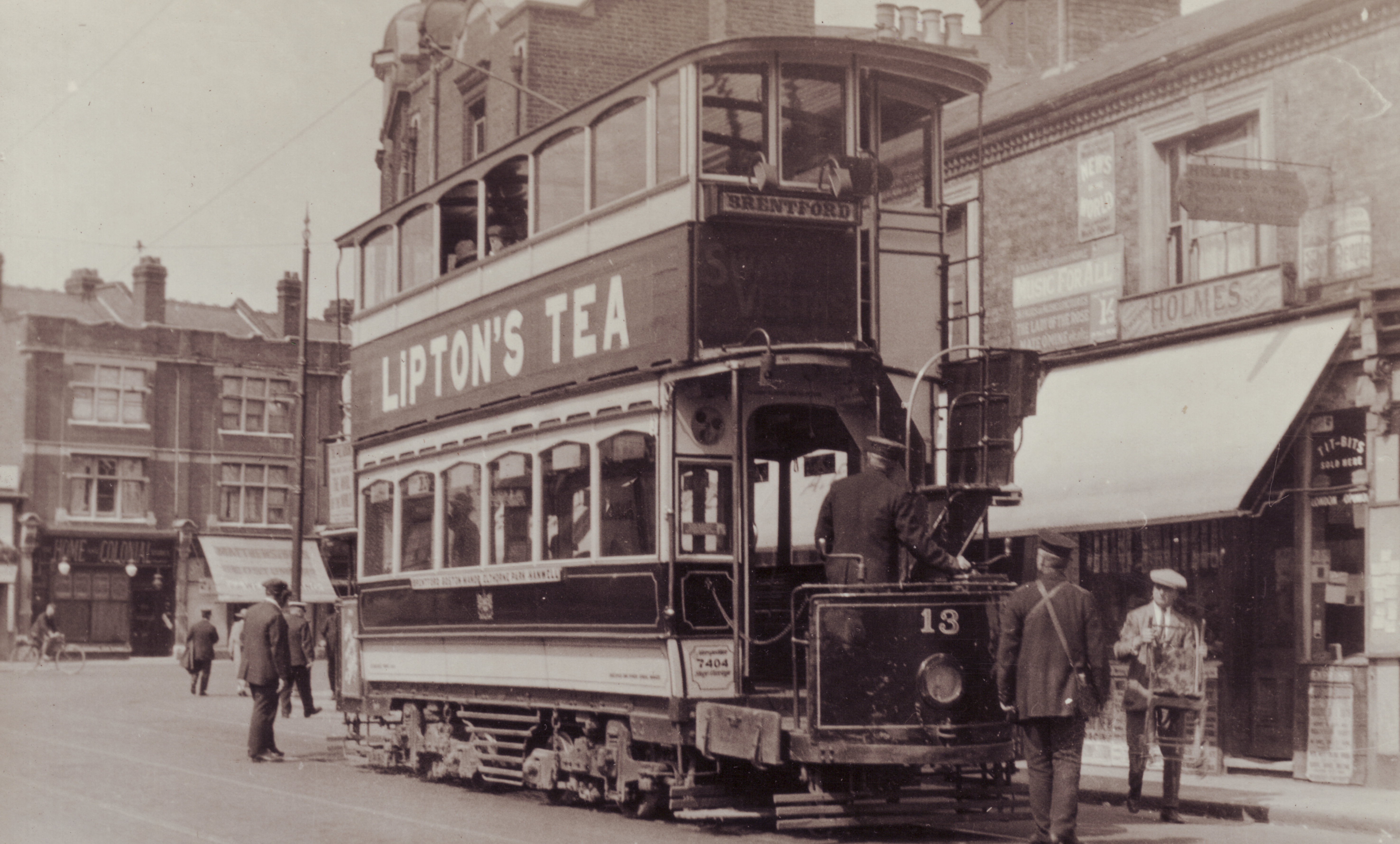
London United Tramways Nr. 13 an der Boston Road in Hanwell, etwa 1911

Die erste Pferdebahn verkehrte am 23. März 1861 in Londons Straßen, zwei weitere Strecken wurden noch im selben Jahr eröffnet. Bereits 1862 wurden die Gleise der drei Strecken jedoch wieder entfernt. Am 9. August 1870 erließ die Regierung ein Straßenbahngesetz, um die Konzessionierung von Straßenbahnen gesetzlich zu regeln. Nach § 43 des Gesetzes konnte 21 Jahre (oder danach alle sieben Jahre) nach Konzessionserteilung an einen privaten Investor die Gemeinde, in der die konzessionierte Strecke lag, auf Beschluss des Rates den Betrieb mit sämtlichen Anlagen zum gegenwärtigen Wert kaufen. Fast alle Gemeinden nahmen dieses Recht nach 21 Jahren in Anspruch, was oftmals jahrelange Rechtsstreitigkeiten um die Kaufsumme nach sich zog. Vor allem im Nordosten Londons und im County of London selbst betrieben die Gemeinden die Bahnen dann selbst. Die äußeren Gemeinden im Norden, Westen und Südwesten ließen die Bahnen in privater Hand.
Als das Gesetz in Kraft trat, gab es in London zwei im Mai 1870 eröffnete Straßenbahnbetriebe, die North Metropolitan Tramways mit der Strecke von Whitechapel nach Bow und die Metropolitan Street Tramways mit einer Strecke von Kennington nach Brixton. In den folgenden Jahren wurden zahlreiche weitere Pferdebahnen gebaut, die nun fast das gesamte damalige Stadtgebiet erschlossen. Im Einzelnen gab es folgende Bahngesellschaften in privater Hand. Genannt ist der Name der Gesellschaft unmittelbar vor der Kommunalisierung, frühere Namen siehe Einzelartikel zu diesen Bahnen. Auch aufgeführt sind Bahngesellschaften, die vor der Kommunalisierung von einer anderen Gesellschaft übernommen wurden.
| Gesellschaft                                   | Gründung          | Region                                 | Verbleib der Gesellschaft |
| ---------------------------------------------- | ----------------- | -------------------------------------- | --- |
| Street Rail Company                            | Februar 1861      | Hyde Park, Pimlico, Lambeth/Kennington | 1862 aufgelöst |
| Metropolitan Street Tramways                   | 12. Juli 1869     | Süden                                  | am 28. Juli 1873 durch London Tramways übernommen |
| Pimlico, Peckham and Greenwich Street Tramways | 12. Juli 1869     | Südosten                               | am 28. Juli 1873 durch London Tramways übernommen |
| North Metropolitan Tramways                    | 12. Juli 1869     | Nordosten                              | am 24. Juni 1896 in London County (London County Council Tramways), 1. Juli 1903 in West Ham (West Ham Corporation Tramways), 25. Juni 1906 in Leyton (Leyton Urban District Council Tramways), 24. April 1908 in East Ham (East Ham Corporation Tramways) kommunalisiert, Strecken der ehemaligen North London Tramways 1901 an Metropolitan Tramways and Omnibus Company; in London County vom 24. Juni 1896 bis zum 1. April 1906 wieder an die North Metropolitan Tramways zurückverpachtet |
| London United Tramways                         | 12. Mai 1870      | Westen                                 | bis 1933 eigenständig |
| London Street Tramways                         | 10. August 1870   | Nordwesten                             | vom 30. Juli 1894 bis zum 27. Mai 1897 schrittweise in London County kommunalisiert, vom 24. Juni 1896 bis zum 1. April 1906 an die North Metropolitan Tramways verpachtet |
| London Tramways                                | 14. Dezember 1870 | Süden, Südosten                        | am 1. Januar 1899 in London County kommunalisiert |
| Croydon Tramways                               | 8. August 1878    | Croydon, South Norwood                 | am 22. Januar 1900 in Croydon kommunalisiert (Croydon Corporation Tramways) |
| North London Tramways                          | 1878              | Norden                                 | am 1. August 1891 durch die North Metropolitan Tramways übernommen |
| London, Deptford and Greenwich Tramways        | 3. Juli 1879      | Südosten                               | am 7. Juli 1904 in London County kommunalisiert |
| South London Tramways                          | 1879              | Südwesten                              | am 22. November 1902 in London County kommunalisiert |
| Woolwich and South East London Tramways        | 1879              | Südosten                               | am 1. Juni 1905 in London County kommunalisiert |
| Lea Bridge, Leyton and Walthamstow Tramways    | 11. August 1881   | Nordosten                              | am 1. November 1905 in Leyton und am 30. Juli 1908 in London County kommunalisiert; Walthamstow verzichtete und übergab seinen Streckenteil an Leyton |
| London, Camberwell and Dulwich Tramways        | 10. August 1882   | Peckham, Dulwich                       | 1900 stillgelegt, Anlagen am 15. August 1904 in London County kommunalisiert |
| London Southern Tramways                       | 18. August 1882   | Süden                                  | am 2. Oktober 1906 in London County kommunalisiert |
| South Eastern Metropolitan Tramways            | 14. Juli 1884     | Südosten                               | am 1. April 1902 in London County kommunalisiert |
| Highgate Hill Tramway                          | 1884              | Highgate                               | am 24. August 1909 in London County kommunalisiert |
| Harrow Road and Paddington Tramways            | 25. Juni 1886     | Westen                                 | 1904 durch die Metropolitan Electric Tramways übernommen, aber noch bis zum 16. August 1906 als eigenständiges Unternehmen weiterbetrieben |
| Metropolitan Electric Tramways                 | November 1894     | Norden, Nordwesten                     | bis 1933 eigenständig |

Die verschiedenen Bahngesellschaften führten zahlreiche Experimente mit anderen Antriebsmitteln durch. So gab es Dampfbahnen (1873 in Pimlico, 1877 von Stratford nach Harrow Green und 1885–1891 von Stamford Hill über Seven Sisters nach Ponders End, Wood Green und Finsbury Park) und einen pneumatischen Versuchsbetrieb Ende 1881 zwischen Stratford und Leytonstone sowie von 1883 bis etwa 1888 auf der Caledonian Road. Kabelstraßenbahnen fuhren vom 30. Mai 1884 bis zum 24. August 1909 in Highgate und vom 7. Dezember 1892 bis zum 5. April 1904 in Brixton und Streatham. Versuche mit Akkumulatoren begannen am 4. März 1882 zwischen Stratford und Leytonstone, am 10. März 1883 auf der Strecke Hammersmith – Kew Bridge und im Februar 1885 auf der Queenstown Road in Battersea, waren jedoch jeweils nur von kurzer Dauer. Längerfristig mit Akkumulatorentriebwagen wurde die Strecke Canning Town – Greengate auf der Barking Road vom 14. Juni 1889 bis zum 27. Juli 1892 betrieben. Croydon Tramways experimentierte von 1891 bis 1894 mit gas- und ölbetriebenen Triebwagen. Ein elektrischer Versuchsbetrieb begann am 13. Mai 1898 mit einer kurzen, nur im Sommer befahrenen Strecke vom Bahnhof Alexandra Palace zum Alexandra Palace, die unter dem Namen Alexandra Park Electric Railway von einer deutschen Firma betrieben wurde. Sie wurde am 1. Oktober 1899 wieder stillgelegt, einige Jahre später jedoch von den Metropolitan Electric Tramways wiedereröffnet. Letztlich sollte sich der elektrische Betrieb durchsetzen.
Die Spurweite der meisten Bahnen war von Anfang an die Normalspur (1435 mm, 4 ft 8½ in). Lediglich die Highgate Hill Tramway und die Woolwich and South East London Tramways waren zunächst in Kapspur (1067 mm, 3 ft 6 in) gebaut und sind später mit der Elektrifizierung ebenfalls auf Normalspur umgespurt worden.

### Elektrifizierung und Netzausbau

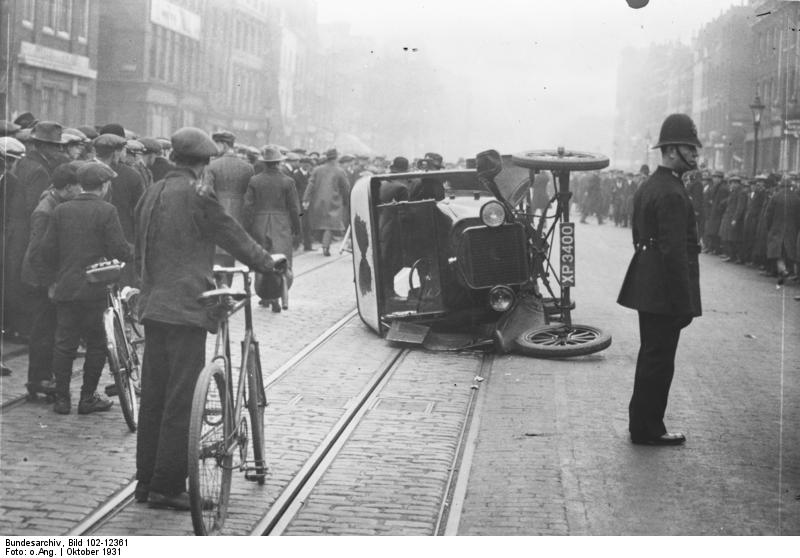
Die zwischen den Schienen gelegene unterirdische Stromschiene ist klar erkennbar (rechts neben dem Fahrrad)

Am 4. April 1901 fuhren Wagen der London United Tramways erstmals elektrisch. Die Straßenbahn der Gemeinde East Ham wurde am 22. Juni 1901 direkt als elektrische Straßenbahn eröffnet. Noch im selben Jahr, am 26. September, nahm die Croydon Corporation die erste elektrische Strecke in Betrieb. Ab 1903 begannen die London County Council Tramways mit der Elektrifizierung ihres Netzes, allerdings nutzten diese größtenteils eine Form der unterirdischen Stromzuführung zwischen den Schienen, was in späteren Jahren Sonderkonstruktion bei den Fahrzeugen und Haltestellen, wo das Stromsystem gewechselt wurde, nötig machte. Die letzten beiden Pferdebahnstrecken in Bermondsey und Rotherhithe wurden zum 1. Mai 1915 stillgelegt.
In den folgenden Jahren wurden bis auf die City of London und das West End alle großen Stadtteile mit Straßenbahnen erschlossen und im Jahr 1914 war das Londoner Straßenbahnnetz das größte Europas.

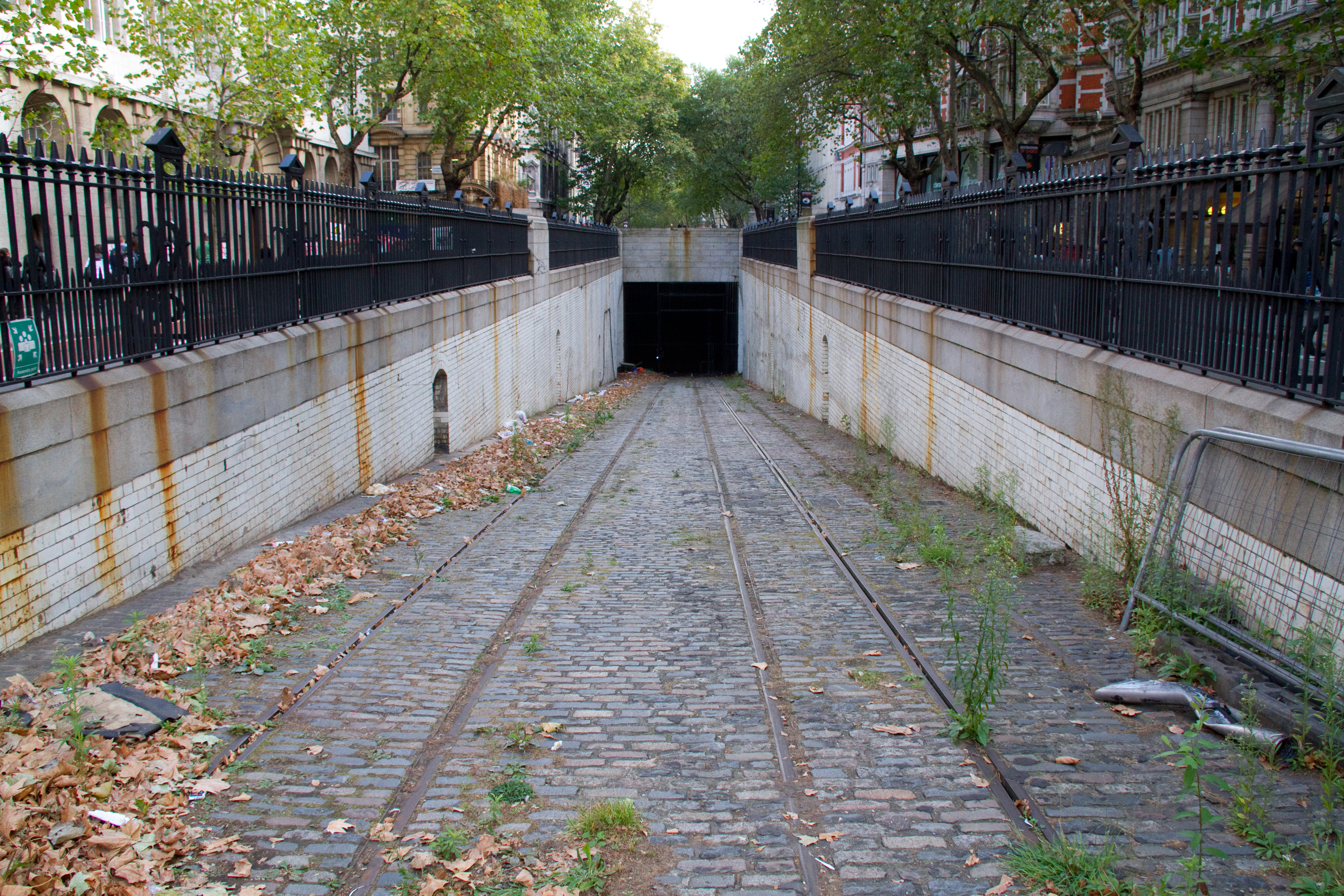
Nördlicher Tunneleingang zur Kingsway Subway

1905 wurde außerdem ein als Kingsway Subway bekannter Straßenbahntunnel mit zwei Tunnel-Stationen (Holborn und Aldwych) von den London County Council Tramways gebaut, um ihre nördlichen und südlichen Streckennetze zu verbinden. Er ging am 24. Februar 1906 von der Nordeinfahrt bis Aldwych in Betrieb, die Durchfahrt bis zum Victoria Embankment und damit die Verbindung der Netzteile konnte erst am 10. April 1908 eröffnet werden. Der Tunnel wurde am 4. Februar 1930 geschlossen und für den Betrieb mit Doppeldecker-Triebwagen ausgeweitet, was am 14. Januar 1931 abgeschlossen war. Schließlich wurde er als vorletzte Strecke am 5. April 1952 geschlossen; der südliche Teil wird heute noch als Straßenunterführung genutzt, während der nördliche Teil mit der Station Holborn noch erhalten ist, in der Straße Southampton Row findet sich die Tunnelrampe immer noch mit intakten Gleisen.

### Vereinigung der Betriebe und Stilllegung
Zum 1. Juli 1933 wurden alle Straßenbahn-, Bus-, U-Bahn- und O-Bus-Betriebe in London vom London Passenger Transport Board (LPTB) übernommen und unter der Sammelbezeichnung „London Transport“ weiterbetrieben. Folgende Straßenbahngesellschaften wurden dabei übernommen:
| Gesellschaft | elektrischer Betrieb ab | Netzlänge (in Meilen) | Netzlänge (in km)  | Fahrzeuge |
| --- | ----------------------- | --------------------- | ------------------ | --------- |
| kommunale Gesellschaften |                         |                       |                    |           |
| London County Council Tramways (LCC) | 15. Mai 1903            | 167,18 ‹1› ‹2› ‹3›    | 269,05 ‹1› ‹2› ‹3› | 1713      |
| Bexley and Dartford Urban District Councils ‹4› | 3. Oktober 1903         | 10,29                 | 16,56              | 33        |
| Croydon Corporation Tramways | 26. September 1901      | 9,28                  | 14,93              | 55        |
| East Ham Corporation Tramways | 22. Juni 1901           | 8,34                  | 13,42              | 56        |
| Erith Urban District Council Tramways | 21. August 1905         | 5,42                  | 8,72               | 19        |
| Ilford Urban District Council Tramways | 14. März 1903           | 7,13                  | 11,47              | 40        |
| Walthamstow Urban District Council Light Railways | 3. Juni 1905            | 8,93                  | 14,37              | 62        |
| West Ham Corporation Tramways | 27. Februar 1904        | 16,27                 | 26,18              | 134       |
| private London and Suburban Traction Company (im gemeinsamen Besitz von British Electric Traction und Underground Electric Railways Company of London) |                         |                       |                    |           |
| London United Tramways (LUT) | 4. April 1901           | 29,05                 | 46,75              | 150       |
| Metropolitan Electric Tramways (MET) | 22. Juli 1904           | 53,51 ‹5›             | 86,12 ‹5›          | 316       |
| South Metropolitan Electric Tramways (SMET) | 10. Februar 1906        | 13,08                 | 21,05              | 52        |
| Gesamt | –                       | 328,48                | 528,62             | 2630      |

Bemerkungen
‹1› davon 198,43 km Unterleitung (conduit), 70,62 km Oberleitung

‹2› davon 14,5 km im Besitz der Leyton Corporation Tramways. Betrieb durch LCC seit Juni 1921

‹3› davon 0,4 km im Besitz der City of London

‹4› gemeinsamer Betrieb seit 1921

‹5› davon 68,6 km gepachtet von Middlesex County Council; 34,6 km gepachtet von Hertfordshire County Council

Nachdem die London United Tramways bereits 1931 einige ihrer Strecken auf Trolleybusbetrieb (Oberleitungsbus) umgestellt hatten, führte LPTB diesen Kurs fort, da man die Straßenbahn als Verursacher von Staus und Lärm verantwortlich machte. Per Gesetz wurde die vollständige Umstellung des Straßenbahnnetzes auf O-Bus-Betrieb beschlossen. Die Umwandlung sollte linienweise etwa in Abständen von drei Monaten erfolgen, wobei normalerweise mehr als eine Linie pro Stufe umgestellt werden sollte. Die erste Umstellung sollte im Herbst 1935 stattfinden. Bereits in den beiden Jahren zuvor wurden jedoch einige unrentable Straßenbahnstrecken nach Penge, Wilmington und in Summerstown stillgelegt und Dieselbusse übernahmen hier die Verkehrsaufgaben.
Im Juni 1940 waren bereits alle Strecken, bis auf jene im südlichen London und die durch den Tunnel führenden, eingestellt. Der Zweite Weltkrieg unterbrach die Umstellung und 1946 beschloss man, die noch verbleibenden Strecken ab 1950 nicht auf Trolleybusse, sondern auf Dieselbusse umzustellen. Inzwischen war die Verantwortung für den Betrieb zum 1. Januar 1948 auf das London Transport Executive übergegangen. Wiederum erfolgten die Stilllegungen linienweise alle drei Monate, beginnend im Herbst 1950. Die letzten Strecken im Südosten Londons wurden schließlich in der Nacht vom 5. auf den 6. Juli 1952 eingestellt. Kurz nach der endgültigen Stilllegung kam es im Dezember 1952 zu einer Smog-Katastrophe, für die unter anderem die die Straßenbahn ersetzenden Dieselbusse verantwortlich gemacht wurden.
| Phase | Einstellungsdatum                                             | Linien                        |
| ----- | ------------------------------------------------------------- | ----------------------------- |
| 1     | 30. September 1950                                            | 3, 12, 26, 28, 31, 34         |
| 2     | 6. Januar 1951                                                | 1, 2, 4, 6, 8, 10, 20, 22, 24 |
| 3     | 7. April 1951                                                 | 16, 18, 42                    |
| 4     | 10. Juli 1951                                                 | 68, 70                        |
| 5     | 6. Oktober 1951                                               | 7, 56, 58, 60, 62, 66, 84     |
| 6     | 5. Januar 1952                                                | 5, 48, 52, 54, 74, 78         |
| 7     | 5. April 1952                                                 | 33, 35                        |
| 8     | 5. Juli 1952                                                  | 44, 46, 72                    |
| 9     | 4. Oktober 1952 wurde letztendlich mit Phase 8 zusammengelegt | 36, 38, 40                    |

### Renaissance der Straßenbahn
Ende der 1990er Jahre kam es im Rahmen der gesamteuropäischen Renaissance der Straßenbahn zu einem Umdenken der Behörden, sodass im Jahr 2000 ein neuer Straßenbahnbetrieb im Bereich des südlichen Stadtteils Croydon, genannt Tramlink, eröffnet wurde. Weitere geplante Strecken wurden jedoch nicht umgesetzt.

## Streckennetz

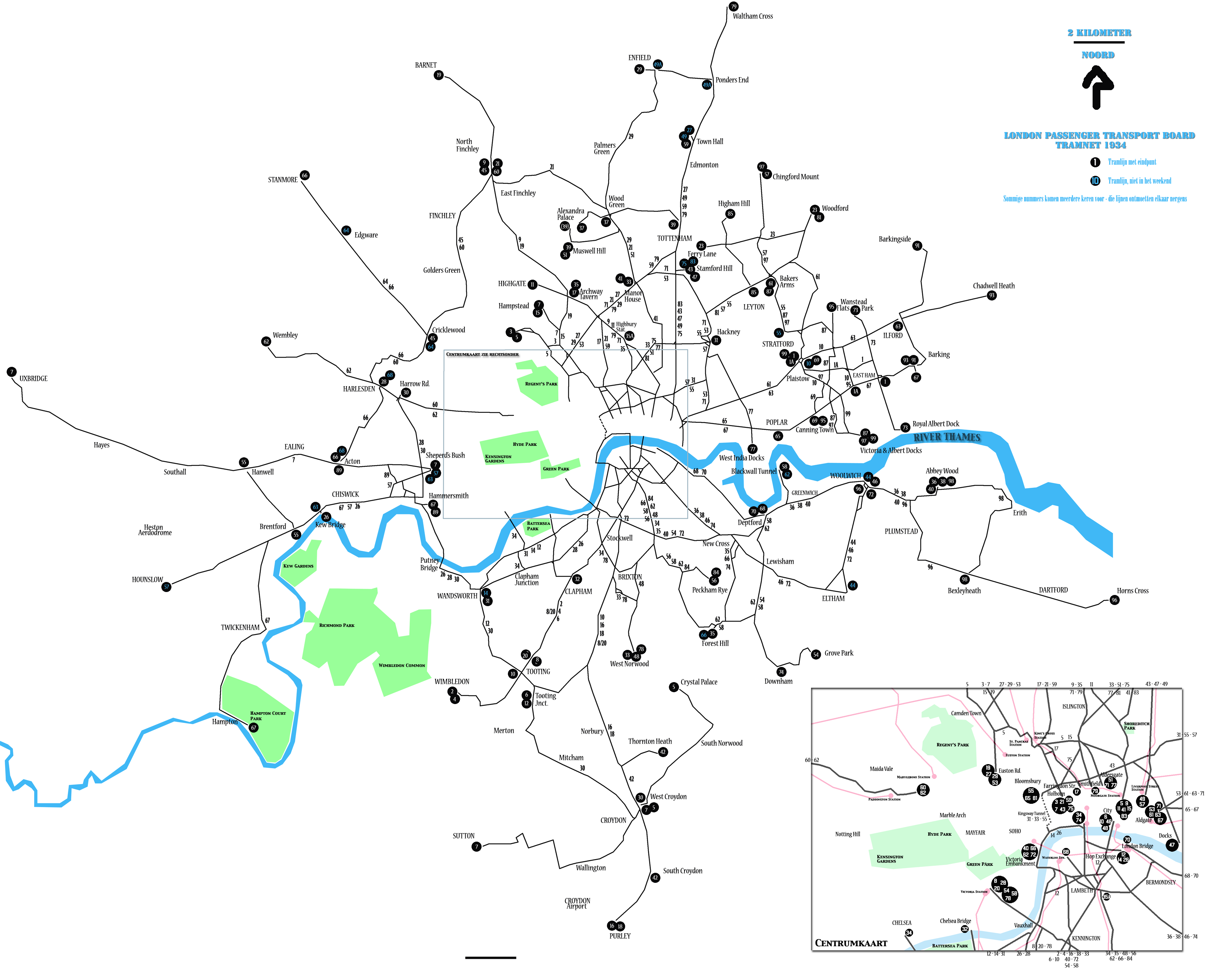
Netzplan (1934)

Das Straßenbahnnetz war vor allem in den äußeren Stadtteilen Londons präsent, in der City of London und im West End gab es vergleichsweise wenige Strecken. Die Straßenbahn kam allerdings dem Bevölkerungswachstum nicht hinterher, in den kurz vor dem Zweiten Weltkrieg entstehenden Vororten im Norden verkehrte die Tram nur auf den vorher gebauten Strecken. Am dichtesten war das Netz im Nordosten, Süden und Südosten der Stadt. Nach der Einstellung wurden die Straßenbahnlinien durch O-Bus- oder Dieselbusstrecken ersetzt, die oft die gleiche Strecke befuhren und eine ähnliche Liniennummer trugen. So fährt beispielsweise heute noch die Buslinie 55 (Oxford Circus – Holborn – Shoreditch – Hackney – Leyton, Baker’s Arms) fast die gleiche Strecke wie die ehemalige Straßenbahnlinie 55 (Holborn – Shoreditch – Hackney – Baker’s Arms – Leyton).

## Fahrzeuge
Wie in den anderen Städten Großbritanniens waren die meisten Straßenbahnen in London doppelstöckig, entwickelt aus den frühen Pferdebahnen und -omnibussen mit offenem Oberdeck. Lediglich für die Kingsway Subway (und einige kleinere, frühere Betriebe) wurden einstöckige Triebwagen angeschafft, da das Tunnelprofil (Lichtraumprofil) anfangs keine doppelstöckigen Wagen zuließ. Nach einem Umbau in den 1930er Jahren konnten jedoch auch dort Doppelstocktrams eingesetzt werden.
Die unterschiedlichen Gesellschaften beschafften unterschiedliche Fahrzeuge, die jedoch für das ungeübte Auge nicht sehr unterschiedlich waren. Lediglich die 1930 von den Metropolitan Electric Tramways und London United Tramways angeschafften Feltham-Wagen (benannt nach ihrem Herstellungsort bei der Union Construction Company in Feltham) waren im Vergleich zu älteren Modellen moderner. Von den 100 angeschafften Wagen wurden die meisten nach Einstellung der Straßenbahn in London nach Leeds und Sunderland in Nordengland abgegeben.

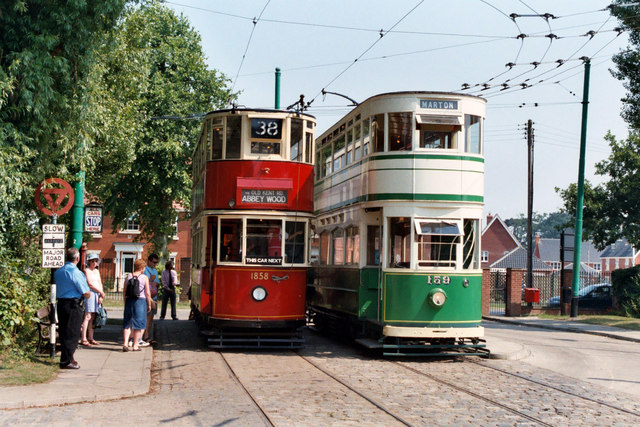
Triebwagen 1858 (links) neben einem Wagen aus Blackpool im East Anglia Transport Museum
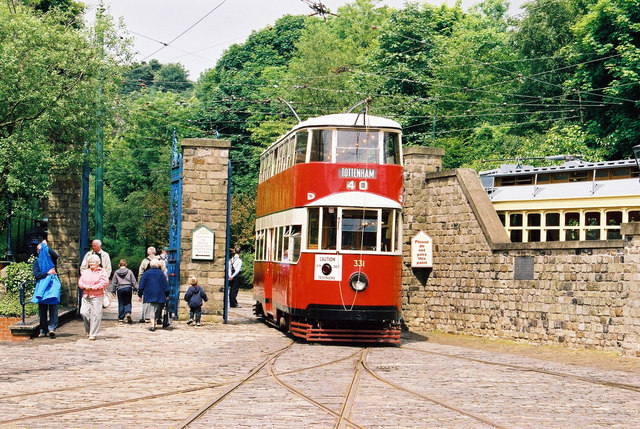
Feltham-Straßenbahn im Straßenbahnmuseum in Crich, Derbyshire